# ژنین، لهستان
ژنین (به لهستانی: Żnin) یک شهرک در لهستان است که در شهرستان ژنین واقع شده است.

## خصوصیات
ژنین ۸٫۳۵ کیلومترمربع مساحت و ۱۳٬۲۶۸ نفر جمعیت دارد و ۸۵ متر بالاتر از سطح دریا واقع شده است.

## خواهرخوانده
شهرهای متمان و بیرشتوناس خواهرخوانده‌های ژنین، لهستان هستند.